# Goffredo de Banfield
Goffredo de Banfield, noto anche come Gottfried von Banfield (Castelnuovo di Cattaro, 6 febbraio 1890 – Trieste, 23 settembre 1986), è stato un aviatore austro-ungarico naturalizzato italiano.
Fu il più vittorioso pilota della k.u.k. Kriegsmarine nel corso della prima guerra mondiale, conosciuto con il soprannome di "Aquila di Trieste" ed ultima persona ad essere decorata con l'Ordine militare di Maria Teresa. Dopo la guerra, nel 1926 divenne cittadino italiano diventando direttore di un'impresa di trasporti e recuperi marittimi.

## Famiglia
Di origine normanna, i Banfield divennero nel XVI secolo una famiglia irlandese. Thomas de Banfield fu un ufficiale dell'esercito britannico che in Baviera sposò una nobildonna austriaca. Prese parte alla guerra di Crimea e morì dopo la presa di Sebastopoli. Suo figlio, Richard de Banfield, nacque a Vienna nel 1836 e fu educato nella capitale austriaca; più tardi egli decise di diventare cittadino austriaco: divenne un ufficiale della k.u.k. Kriegsmarine (imperiale e regia Marina) e prese parte alla battaglia di Lissa in qualità di comandante insieme a Wilhelm von Tegetthoff sulla nave ammiraglia, la SMS Erzherzog Ferdinand Max.

## Primi anni
Goffredo de Banfield nacque nel 1890 a Castelnuovo, città situata nella bocche di Cattaro, la base navale della flotta austriaca.  Sua madre era la figlia del primo barone Mumb von Mühlheim. Suo padre mantenne la cittadinanza britannica, ma Goffredo optò per la cittadinanza austriaca. Goffredo de Banfield frequentò la Scuola militare di Sankt Pölten, e l'accademia navale di Fiume: il 17 giugno 1909 divenne cadetto. Nel maggio 1912 fu promosso tenente di vascello. Un mese più tardi cominciò l'addestramento nella scuola per piloti in Wiener Neustadt, e in agosto ottenne la licenza di volo. Entusiasta dell'aviazione, come il suo fratello più anziano, anch'egli divenuto un buon aviatore, fu scelto come migliore tra i piloti della Marina austriaca per un corso di perfezionamento in Francia. Presso la scuola piloti di Donnet-Lévèque i corsi erano tenuti dal tenente di vascello Jean-Louis Conneau, un pilota caposquadriglia, molto famoso in quei tempi per aver vinto molte competizioni sotto lo pseudonimo di André Beaumont.
A Pola nella base aeronavale dell'isola di Santa Caterina si addestrò all'uso degli idrovolanti. Nel 1913 si fratturò malamente un osso e questo incidente lo costrinse a terra fino allo scoppio della guerra.

## La guerra
All'inizio della prima guerra mondiale prese parte alla prima azione aerea contro il Montenegro partendo dalla base del Cattaro. Nel periodo successivo lavorò come collaudatore e istruttore di volo nella base aerea di Santa Caterina vicino Pola. Una volta entrata in guerra anche l'Italia sovraintese la costruzione della più grande base di idrovolanti presso Trieste, al termine della costruzione ne fu nominato comandante. Mantenne questo ruolo fino alla fine della guerra. Vinse il suo primo combattimento aereo nel mese di giugno 1915 su un idrovolante biplano durante gli scontri con gli italiani e i loro alleati francesi nel golfo di Trieste, spesso affrontando il suo vecchio istruttore Jean-Louis Conneau nel settembre 1915. Sperimentando un nuovo idrovolante monoplano nel 1916, ottenne molte vittorie e per molto tempo mantenne il primo posto tra gli assi dell'aviazione austro-ungarica.
Il 23 giugno 1916 volando su Lohner L 16 abbatte su Trieste l'FBA Type C (variante dell'FBA Type A) del Guardiamarina André Victor Vaugeois del CAM di Venezia con l'osservatore italiano istriano Ernesto Gramaticopolo, Ufficiale della Regia Marina.
Il 1º agosto 1916 su Lohner L 16 abbatte un Caproni della 4ª Squadriglia su Volosca ed il 6 agosto su Lohner L 16 ancora un Caproni della 4ª Squadriglia a Sud-Est di Sistiana.
Il 15 agosto su Lohner L 16 abbatte due FBA del CAM di Venezia nel Golfo di Trieste ed il 3 dicembre su un idrovolante Hansa-Brandenburg CC tipo A.12 abbatte con il Zugführer Karl Cislaghi della Flik 28 e l'Hansa-Brandenburg D.I di Godwin Brumowski un aereo della 1ª Squadriglia Caproni vicino a Sesana.
Fu ferito in combattimento il 4 Maggio del 1918, nel corso di una battaglia contro gli italiani Federico Martinengo, Giuseppe Pagliacci, Andrea Rivieri, Umberto Calvello e Guido Iannello, durante il quale la squadriglia di cui faceva parte perse 3 idrovolanti, compreso il suo. Partecipò anche ad una breve spedizione militare di supporto nell'Impero ottomano (Turchia), paese alleato dell'Austria-Ungheria, dove fu insignito della Mezzaluna di Ferro ottomana, per i compiti svolti nella Osmanlı tayyare bölükleri.
Goffredo de Banfield è (con 9 vittorie confermate e 11, forse 15, non confermate) il più vittorioso asso austro-ungarico fra i piloti di idrovolanti. Le sue spedizioni nell'Adriatico del nord comportarono che molte vittorie non poterono essergli attribuite per l'inabissamento degli aerei abbattuti. Per il suo servizio militare il 17 agosto 1917 fu insignito dell'Ordine militare di Maria Teresa e del titolo ereditario di barone. Banfield fu l'ultima persona a ottenere questa decorazione, divenendo così qualche decennio dopo l'ultimo cavaliere vivente dell'Ordine.

## Il "barone" a Trieste
Dopo la prima guerra mondiale la città di Trieste fu annessa all'Italia e Goffredo fu per un certo periodo imprigionato dalla polizia d'occupazione. Allora nel 1920 emigrò in Gran Bretagna, la terra dei suoi antenati, prendendo nuovamente la cittadinanza britannica. Si sposò con la contessa Maria Tripcovich di Trieste (1897-1976). Nel 1926 Goffredo prese la cittadinanza italiana, ritornò a Trieste e divenne direttore della Diodato Tripcovich and Co. Trieste Shipping-Company, compagnia che aveva ereditato dal cognato. Divenne una celebrità della città venendo soprannominato Il nostro Barone. Servì per svariati anni come console onorario francese a Trieste, uno dei motivi per cui nel 1977 venne insignito della Legion d'Honneur. Morì a Trieste nel 1986 all'età di 96 anni ed il giorno del suo funerale, celebrato nella chiesa di Sant'Antonio Taumaturgo a Trieste, un lungo e corale suono di sirena di ogni nave presente nel porto lo salutò nel suo ultimo volo solitario.
Goffredo de Banfield è il padre di Raffaello de Banfield alias Raphael Douglas de Banfield Tripcovich (* 22 giugno 1922 a Newcastle-upon-Tyne; † 7 gennaio 2008 a Trieste), a lungo direttore artistico del Festival dei Due Mondi di Spoleto, e dal 1972 fino al 1996 direttore del Teatro Verdi di Trieste, e di Maria Luisa "Pinky" de Banfield (* 29/3/1927 a Trieste; † 20/11/2019 a Somma Lombardo) coniugatasi nel ‘53 a Guido Mosterts (* 9 ottobre 1925 a Milano; † 8 febbraio 2008 a Somma Lombardo), imprenditore dell’industria laniera titolare del  "Lanificio di Somma" e di antiche origini prussiane; donna che negli ultimi anni della sua vita si è data molto da fare nel campo sociale e che, con il fratello ha fondato nel 1988 l'Associazione Goffredo de Banfield che aiuta gli anziani malati non autosufficienti e le loro famiglie a Trieste.

### Opere
- Goffredo de Banfield, L'aquila di Trieste. L'ultimo Cavaliere di Maria Teresa narra la propria vita, Trieste, Lint, 1987.
- Alessandro Marzo Magno, Goffredo de Banfield, l'Aquila di Trieste, in Alessandro Marzo Magno (a cura di), Romba il motore. Storie di aviatori, Milano, il Saggiatore, 2009, pp. 45-67.